# Автошлях Т 2605
Автошля́х Т 2605 — автомобільний шлях територіального значення у Чернівецькій області. Пролягає територією Чернівецького району від перетину з М19 до Глибокої. Загальна довжина — 5,3 км.

## Маршрут
Автошлях проходить через такі населені пункти:
| Автошлях Т 2605     |              |
| Чернівецька область |              |
| Чернівецький район  |              |
|                     | E85М19       |
| Димка               |              |
| Глибока             | Т 2606Т 2607 |